# Temple d'Amon (Amada)
Pour les articles homonymes, voir Temple d'Amon.
 (novembre 2024).
Le temple d'Amon situé à Amada est un temple égyptien, dédié à l'origine à Horus, puis voué au culte d'Amon, puis Amon-Rê et Rê-Horakhty. Il est construit sous la XVIIIe dynastie (Nouvel Empire), sous les règnes de Thoutmôsis III, Amenhotep II puis agrandi par Thoutmôsis IV afin d'y faire son propre temple des millions d'années ; il ajoute une salle hypostyle de douze piliers avec murs d'entrecolonnement. Par la suite, Séthi Ier fait construire le pylône et Ramsès II restaurer les reliefs martelés sous Akhenaton.

## Décor
Les scènes peintes sont d'une grande qualité, représentant les deux premiers pharaons : le registre supérieur, consacré à Thoutmôsis III vénérant Amon s'harmonise avec le registre inférieur figurant Amenhotep II devant Rê-Horakhty, dans une même symbolique. Thoutmôsis IV se fait représenter en double pour être en harmonie avec les deux critères d'Amon-Rê : le soleil et le fleuve.

## Déplacement
En raison de la construction du haut barrage d'Assouan, il a été déplacé par une équipe française. Dans l'impossibilité de le découper en blocs sans endommager les sculptures et peintures, il fut transporté, d'un seul tenant maintenu par des cerclages métalliques, sur une distance de 2,6 kilomètres. Les travaux durèrent six mois, dont trois uniquement pour le déplacement vers le nouveau site appelé La Nouvelle Amada.
Lors du sauvetage des temples de Nubie dans les années 1960, ont également été réinstallés le temple de Derr et la tombe de Pennout, vice-roi de Nubie sous Ramsès VI.
Il devait initialement être offert à la France en remerciement de sa participation au sauvetage des monuments de Nubie, mais celle-ci refuse en raison d'un manque de place. Finalement le temple reste en Égypte et une statue d'Amenhotep IV est donnée au musée du Louvre. 

## Galerie de photographies

Temple d'Amon d'Amada
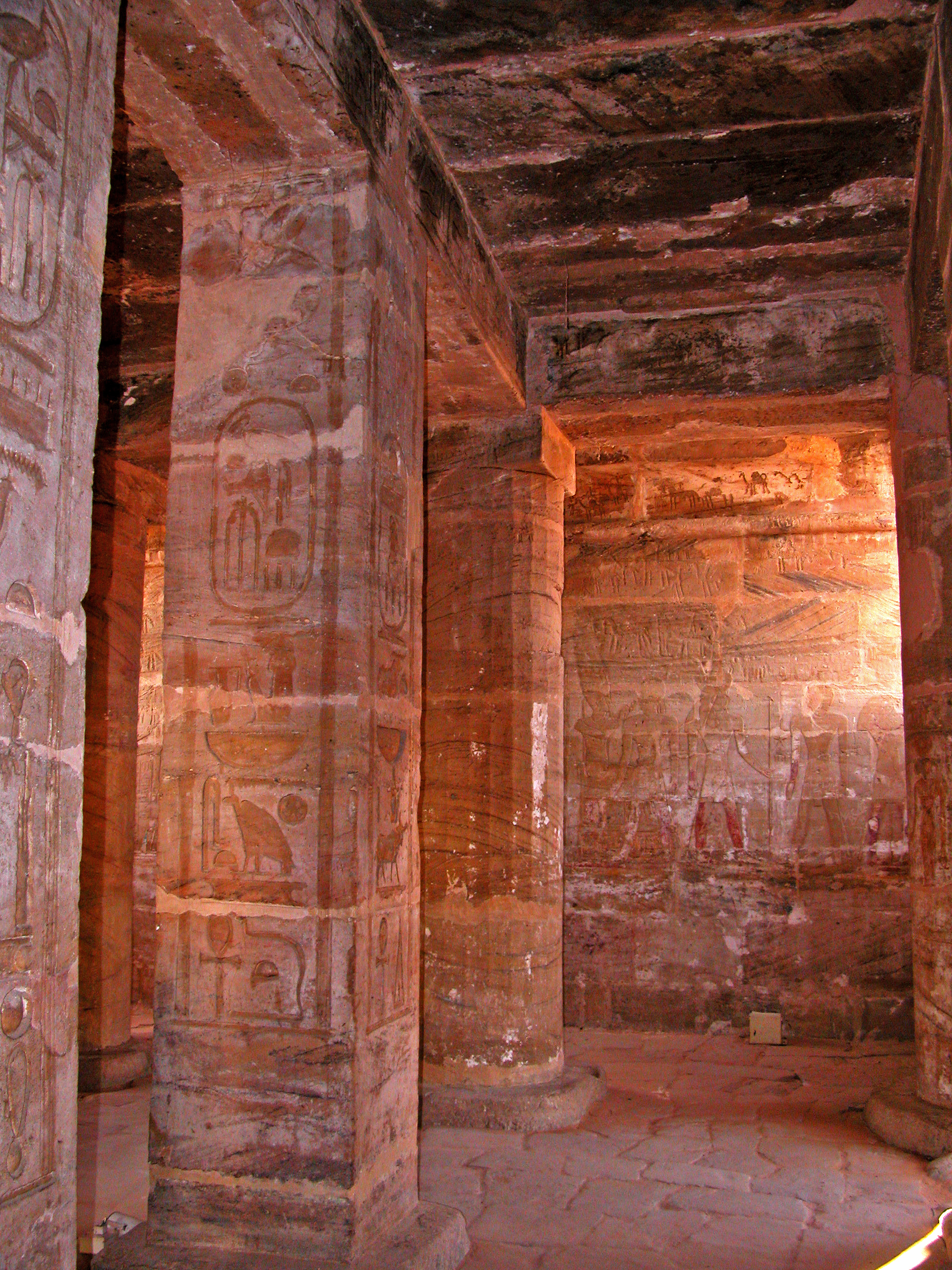
L'intérieur du temple.
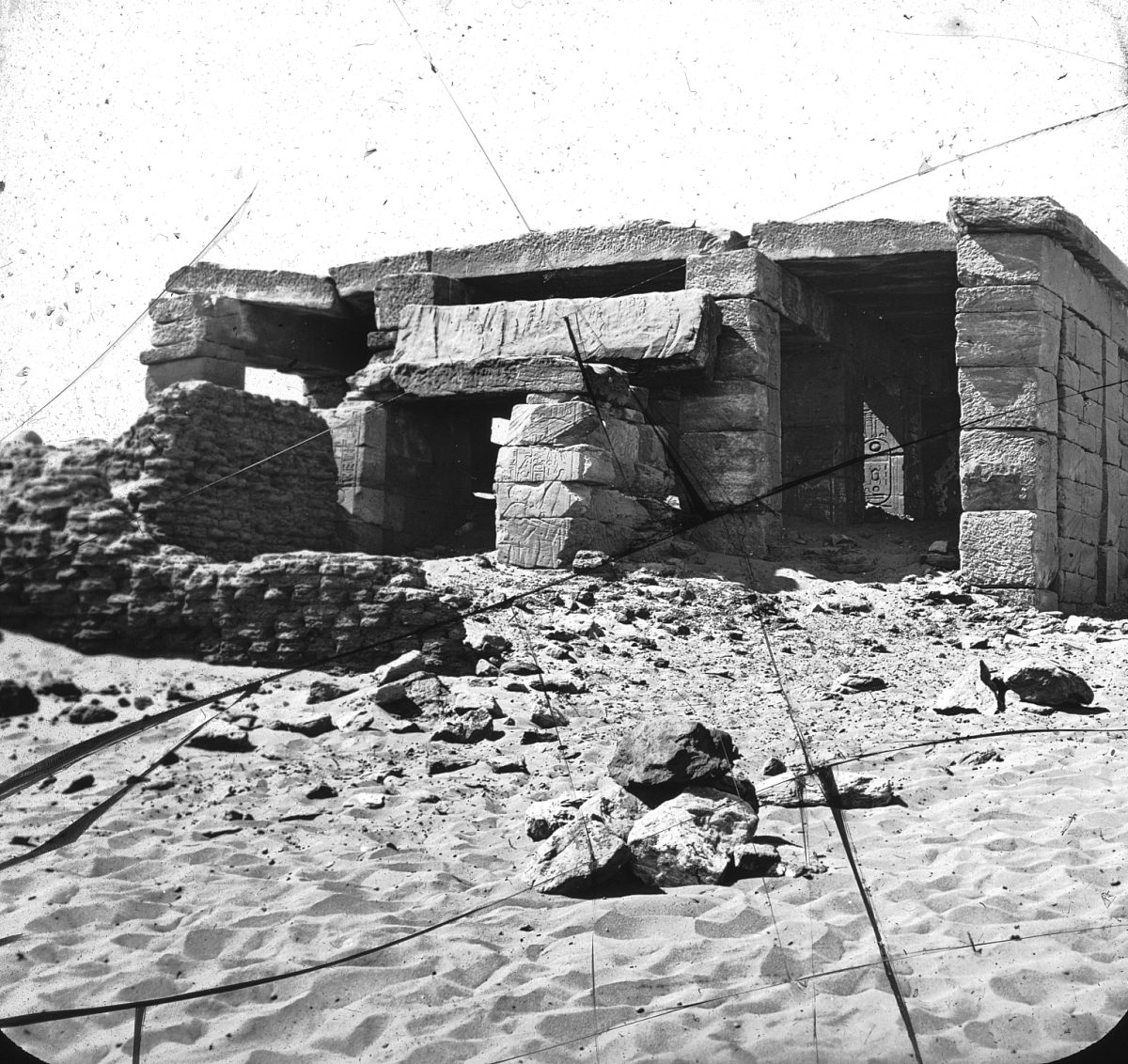
Archives du Musée de Brooklyn, collection Goodyear Archival.
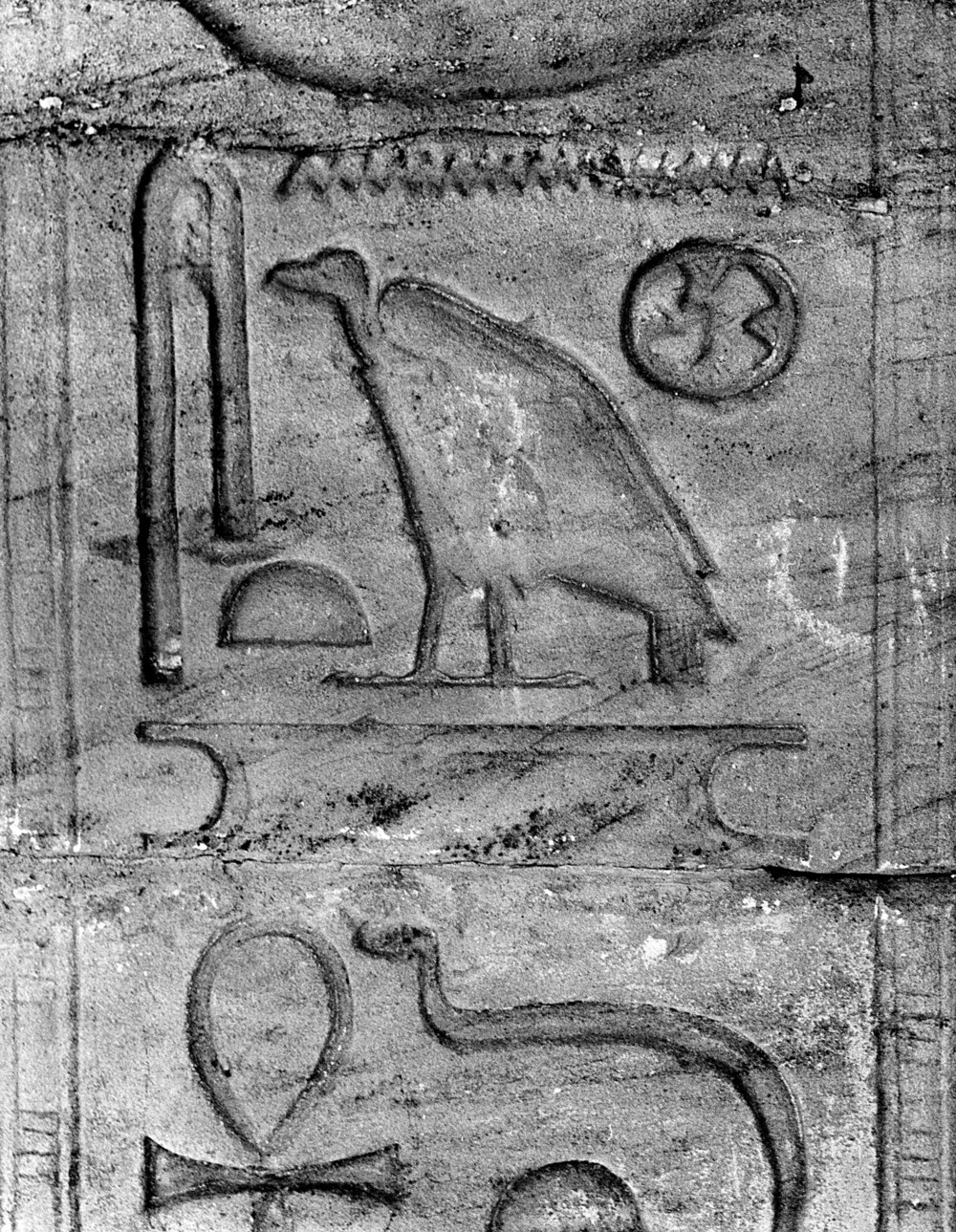